# Лимасол (район)
Лимасо́л или Лемесо́с (греч. Επαρχία Λεμεσού, тур. Limasol Bölgesi) — один из шести районов Кипра, расположенный в его южной части.
На севере граничит с районом Никосия, на востоке с районом Ларнака, на юге со Средиземным морем, на западе с районом Пафос. Кроме этого, южная часть района занята британской военной базой Акротири. Административным центром района является Лемесос (Лимасол). Площадь — 1396 км². Прочие населённые пункты: Пелендри, Писсури, Фини и многие другие.
Район делится на пять общин.
Численность населения района (епархии Лемесос) составляет 196 553 жителя на 2001 год, в том числе в муниципалитете (городе) Лимасол — 94 250 человек. В 2011 году численность населения греческой части района составляет 235 056 человек. Из них 186 536 чел. (79,4 %) — греки.